# 日本の鉄道駅一覧 ひ
| あ | い | う-え   | お        | か    | き | く-け |
| こ | さ | し-しも | しや-しん | す-そ | た | ち-て |
| と | な | に      | ぬ-の     | は    | ひ | ふ-ほ |
| ま | み | む-も   | や-わ行   |       |    |       |

日本の鉄道駅一覧 ひは、日本の鉄道駅のうち、ひで始まるものの一覧である。

## ひ

### ひあ-ひお
- 日宇駅（ひうえき）
- 緋牛内駅（ひうしないえき）
- 比延駅（ひええき）
- 美瑛駅（びえいえき）
- 比叡山坂本駅（ひえいざんさかもとえき）
- 日岡駅（ひおかえき）

### ひか-ひこ
- 東相内駅（ひがしあいのないえき）
- 東青原駅（ひがしあおはらえき）
- 東青森駅（ひがしあおもりえき）
- 東青山駅（ひがしあおやまえき）
- 東赤坂駅（ひがしあかさかえき）
- 東吾野駅（ひがしあがのえき）
- 東秋留駅（ひがしあきるえき）
- 東旭川駅（ひがしあさひかわえき）
- 東あずま駅（ひがしあずまえき）
- 東我孫子駅（ひがしあびこえき）
- 東甘木駅（ひがしあまぎえき）
- 東池袋駅（ひがしいけぶくろえき）
- 東池袋四丁目停留場（ひがしいけぶくろよんちょうめていりゅうじょう）
- 東生駒駅（ひがしいこまえき）
- 東諫早駅（ひがしいさはやえき）
- 東石黒駅（ひがしいしぐろえき）
- 東一身田駅（ひがしいしんでんえき）
- 東市来駅（ひがしいちきえき）
- 東岩瀬駅（ひがしいわせえき）
- 東岩槻駅（ひがしいわつきえき）
- 東梅田駅（ひがしうめだえき）
- 東浦駅（ひがしうらえき）
- 東浦和駅（ひがしうらわえき）
- 東青梅駅（ひがしおうめえき）
- 東大垣駅（ひがしおおがきえき）
- 東大崎駅（ひがしおおさきえき）
- 東大島駅（ひがしおおじまえき）
- 東大館駅（ひがしおおだてえき）
- 東大手駅（ひがしおおてえき）
- 東大更駅（ひがしおおぶけえき）
- 東大宮駅（ひがしおおみやえき）
- 東岡崎駅（ひがしおかざきえき）
- 東岡山駅（ひがしおかやまえき）
- 東尾久三丁目停留場（ひがしおぐさんちょうめていりゅうじょう）
- 東尾道駅（ひがしおのみちえき）
- 東小浜駅（ひがしおばまえき）
- 東海神駅（ひがしかいじんえき）
- 東貝塚駅（ひがしかいづかえき）
- 東開聞駅（ひがしかいもんえき）
- 東加古川駅（ひがしかこがわえき）
- 東柏崎駅（ひがしかしわざきえき）
- 東桂駅（ひがしかつらえき）
- 東金井駅（ひがしかないえき）
- 東神奈川駅（ひがしかながわえき）
- 東金沢駅（ひがしかなざわえき）
- 東唐津駅（ひがしからつえき）
- 東刈谷駅（ひがしかりやえき）
- 東川口駅（ひがしかわぐちえき）
- 東岸和田駅（ひがしきしわだえき）
- 東北沢駅（ひがしきたざわえき）
- 東行田駅（ひがしぎょうだえき）
- 東清川駅（ひがしきよかわえき）
- 東銀座駅（ひがしぎんざえき）
- 東釧路駅（ひがしくしろえき）
- 東久根別駅（ひがしくねべつえき）
- 東区役所前駅（ひがしくやくしょまええき）
- 東久留米駅（ひがしくるめえき）
- 東下条駅（ひがしげじょうえき）
- 東小泉駅（ひがしこいずみえき）
- 東高円寺駅（ひがしこうえんじえき）
- 東工業前停留場（ひがしこうぎょうまえていりゅうじょう）
- 東郡家駅（ひがしこおげえき）
- 東小金井駅（ひがしこがねいえき）
- 東小倉駅（ひがしこくらえき）
- 東粉浜停留場（ひがしこはまていりゅうじょう）
- 東小諸駅（ひがしこもろえき）
- 東犀川三四郎駅（ひがしさいがわさんしろうえき）
- 東酒田駅（ひがしさかたえき）
- 東札幌駅（ひがしさっぽろえき）
- 東佐野駅（ひがしさのえき）
- 東三条駅（ひがしさんじょうえき）
- 東塩釜駅（ひがししおがまえき）
- 東静岡駅（ひがししずおかえき）
- 東十条駅（ひがしじゅうじょうえき）
- 東宿郷停留場（ひがししゅくごうていりゅうじょう）
- 東白石駅（ひがししろいしえき）
- 東新川駅 (山口県)（ひがししんかわえき・西日本旅客鉄道宇部線）
- 東新木停留場（ひがししんぎていりゅうじょう）
- 東新宿駅（ひがししんじゅくえき）
- 東新庄駅（ひがししんじょうえき）
- 東新町駅（ひがししんまちえき）
- 東新湊駅（ひがししんみなとえき）
- 東宿毛駅（ひがしすくもえき）
- 東逗子駅（ひがしずしえき）
- 東須磨駅（ひがしすまえき）
- 東仙台駅（ひがしせんだいえき）
- 東総社駅（ひがしそうじゃえき）
- 東園駅（ひがしそのえき）
- 東高崎駅（ひがしたかさきえき）
- 東高島駅（ひがしたかしまえき）
- 東高須駅（ひがしたかすえき）
- 東多久駅（ひがしたくえき）
- 東田子の浦駅（ひがしたごのうらえき）
- 東館駅（ひがしだてえき）
- 東田平駅（ひがしたびらえき）
- 東玉出停留場（ひがしたまでていりゅうじょう）
- 東多良木駅（ひがしたらぎえき）
- 東垂水駅（ひがしたるみえき）
- 東千葉駅（ひがしちばえき）
- 東中央町停留場（ひがしちゅうおうちょうていりゅうじょう）
- 東都筑駅（ひがしつづきえき）
- 東都農駅（ひがしつのえき）
- 東津山駅（ひがしつやまえき）
- 東天下茶屋停留場（ひがしてんがちゃやていりゅうじょう）
- 東所沢駅（ひがしところざわえき）
- 東戸塚駅（ひがしとつかえき）
- 東富岡駅（ひがしとみおかえき）
- 東富山駅（ひがしとやまえき）
- 東屯田通停留場（ひがしとんでんどおりていりゅうじょう）
- 東中神駅（ひがしなかがみえき）
- 東長崎駅（ひがしながさきえき）
- 東長沢駅（ひがしながさわえき）
- 東中津駅（ひがしなかつえき）
- 東中野駅（ひがしなかのえき）
- 東長原駅（ひがしながはらえき）
- 東中間駅（ひがしなかまえき）
- 東中山駅（ひがしなかやまえき）
- 東名古屋港駅（ひがしなごやこうえき）
- 東滑川駅（ひがしなめりかわえき）
- 東成岩駅（ひがしならわえき）
- 東成田駅（ひがしなりたえき）
- 東鳴尾駅（ひがしなるおえき）
- 東新潟駅（ひがしにいがたえき）
- 東新潟港駅（ひがしにいがたこうえき）
- 東新津駅（ひがしにいつえき）
- 東新川駅 (群馬県)（ひがしにっかわえき・上毛電気鉄道上毛線）
- 東日本橋駅（ひがしにほんばしえき）
- 東根駅（ひがしねえき）
- 東野駅 (岐阜県)（ひがしのえき・明知鉄道明知線）
- 東野駅 (京都府)（ひがしのえき・京都市営地下鉄東西線）
- 東野尻駅（ひがしのじりえき）
- 東能代駅（ひがしのしろえき）
- 東萩駅（ひがしはぎえき）
- 東白楽駅（ひがしはくらくえき）
- 東羽衣駅（ひがしはごろもえき）
- 東觜崎駅（ひがしはしさきえき）
- 東幡豆駅（ひがしはずえき）
- 東八森駅（ひがしはちもりえき）
- 東八町停留場（ひがしはっちょうていりゅうじょう）
- 東花園駅（ひがしはなぞのえき）
- 東花輪駅（ひがしはなわえき）
- 東浜駅（ひがしはまえき）
- 東飯能駅（ひがしはんのうえき）
- 東比恵駅（ひがしひええき）
- 東姫路駅（ひがしひめじえき）
- 東広島駅（ひがしひろしまえき）
- 東枇杷島駅（ひがしびわじまえき）
- 東福島駅（ひがしふくしまえき）
- 東福間駅（ひがしふくまえき）
- 東福山駅（ひがしふくやまえき）
- 東総元駅（ひがしふさもとえき）
- 東藤島駅（ひがしふじしまえき）
- 東伏見駅（ひがしふしみえき）
- 東藤原駅（ひがしふじわらえき）
- 東二見駅（ひがしふたみえき）
- 東府中駅（ひがしふちゅうえき）
- 東福生駅（ひがしふっさえき）
- 東船岡駅（ひがしふなおかえき）
- 東船橋駅（ひがしふなばしえき）
- 東別院駅（ひがしべついんえき）
- 東別府駅（ひがしべっぷえき）
- 東本願寺前停留場（ひがしほんがんじまえていりゅうじょう）
- 東舞鶴駅（ひがしまいづるえき）
- 東松江駅 (和歌山県)（ひがしまつええき・南海加太線）
- 東松江駅 (島根県)（ひがしまつええき・西日本旅客鉄道山陰本線）
- 東松阪駅（ひがしまつさかえき）
- 東松戸駅（ひがしまつどえき）
- 東松原駅（ひがしまつばらえき）
- 東松山駅（ひがしまつやまえき）
- 東三国駅（ひがしみくにえき）
- 東水島駅（ひがしみずしまえき）
- 東水巻駅（ひがしみずまきえき）
- 東三日市駅（ひがしみっかいちえき）
- 東水戸駅（ひがしみとえき）
- 東湊停留場（ひがしみなとていりゅうじょう）
- 東美浜駅（ひがしみはまえき）
- 東宮原駅（ひがしみやはらえき）
- 東向日駅（ひがしむこうえき）
- 東向島駅（ひがしむこうじまえき）
- 東村山駅（ひがしむらやまえき）
- 東室蘭駅（ひがしむろらんえき）
- 東免田駅（ひがしめんだえき）
- 東森駅（ひがしもりえき）
- 東毛呂駅（ひがしもろえき）
- 東門前駅（ひがしもんぜんえき）
- 東八尾駅（ひがしやつおえき）
- 東山駅 (奈良県)（ひがしやまえき・近鉄生駒線）
- 東山駅 (京都府)（ひがしやまえき・京都市営地下鉄東西線）
- 東山・おかでんミュージアム駅停留場（ひがしやま・おかでんミュージアムえきていりゅうじょう・岡山電気軌道東山本線）
- 東山北駅（ひがしやまきたえき）
- 東山公園駅 (愛知県)（ひがしやまこうえんえき・名古屋市営地下鉄東山線）
- 東山公園駅 (鳥取県)（ひがしやまこうえんえき・西日本旅客鉄道山陰本線）
- 東山代駅（ひがしやましろえき）
- 東山田駅（ひがしやまたえき）
- 東大和市駅（ひがしやまとしえき）
- 東山梨駅（ひがしやまなしえき）
- 東矢本駅（ひがしやもとえき）
- 東結城駅（ひがしゆうきえき）
- 東横田駅（ひがしよこたえき）
- 東淀川駅（ひがしよどがわえき）
- 東林間駅（ひがしりんかんえき）
- 東鷲宮駅（ひがしわしのみやえき）
- 干潟駅（ひがたえき）
- 光駅（ひかりえき）
- 光が丘駅（ひかりがおかえき）
- 光の森駅（ひかりのもりえき）
- 氷川台駅（ひかわだいえき）
- 引治駅（ひきじえき）
- 曳舟駅（ひきふねえき）
- 蟇目駅（ひきめえき）
- 日切駅（ひぎりえき）
- ひぐち駅（真岡鐵道真岡線）
- 樋口駅（ひぐちえき・秩父鉄道秩父本線）
- 曳馬駅（ひくまえき）
- 引田駅（ひけたえき）
- 肥後伊倉駅（ひごいくらえき）
- 肥後大津駅（ひごおおづえき）
- 肥後高田駅（ひごこうだえき）
- 彦崎駅（ひこさきえき）
- 彦山駅（ひこさんえき）
- 樋越駅（ひごしえき）
- 肥後田浦駅（ひごたのうらえき）
- 肥後長浜駅（ひごながはまえき）
- 肥後西村駅（ひごにしのむらえき）
- 彦根駅（ひこねえき）
- 彦根口駅（ひこねぐちえき）
- ひこね芹川駅（ひこねせりかわえき）
- 肥後橋駅（ひごばしえき）
- 肥後二見駅（ひごふたみえき）
- 日頃市駅（ひころいちえき）

### ひさ-ひそ
- 久居駅（ひさいえき）
- 久ノ浜駅（ひさのはまえき）
- 久屋大通駅（ひさやおおどおりえき）
- 日出駅（ひじえき）
- 比地大駅（ひじだいえき）
- 比島駅（ひしまえき）
- 比治山下停留場（ひじやましたていりゅうじょう）
- 比治山橋停留場（ひじやまばしていりゅうじょう）
- 毘沙門駅（びしゃもんえき）
- 毘沙門台駅（びしゃもんだいえき）
- 美術館図書館前駅（びじゅつかんとしょかんまええき）
- 美章園駅（びしょうえんえき）
- 美女平駅（びじょだいらえき）
- 聖高原駅（ひじりこうげんえき）
- 日代駅（ひしろえき）
- 肥前旭駅（ひぜんあさひえき）
- 肥前飯田駅（ひぜんいいだえき）
- 備前一宮駅（びぜんいちのみやえき）
- 肥前大浦駅（ひぜんおおうらえき）
- 肥前鹿島駅（ひぜんかしまえき）
- 備前片岡駅（びぜんかたおかえき）
- 備前片上駅（びぜんかたかみえき）
- 肥前久保駅（ひぜんくぼえき）
- 肥前古賀駅（ひぜんこがえき）
- 肥前白石駅（ひぜんしろいしえき）
- 備前田井駅（びぜんたいえき）
- 肥前長田駅（ひぜんながたえき）
- 肥前長野駅（ひぜんながのえき）
- 肥前七浦駅（ひぜんななうらえき）
- 備前西市駅（びぜんにしいちえき）
- 肥前浜駅（ひぜんはまえき）
- 備前原駅（びぜんはらえき）
- 備前福河駅（びぜんふくかわえき）
- 肥前麓駅（ひぜんふもとえき）
- 備前三門駅（びぜんみかどえき）
- 肥前竜王駅（ひぜんりゅうおうえき）

### ひた-ひと
- 日田駅（ひたえき）
- 飛騨一ノ宮駅（ひだいちのみやえき）
- 飛騨小坂駅（ひだおさかえき）
- 飛騨金山駅（ひだかなやまえき）
- 飛騨国府駅（ひだこくふえき）
- 日立駅（ひたちえき）
- 常陸青柳駅（ひたちあおやぎえき）
- 常陸太田駅（ひたちおおたえき）
- 常陸大宮駅（ひたちおおみやえき）
- 常陸鴻巣駅（ひたちこうのすえき）
- 常陸大子駅（ひたちだいごえき）
- 常陸多賀駅（ひたちたがえき）
- 常陸津田駅（ひたちつだえき）
- 比立内駅（ひたちないえき）
- ひたち野うしく駅（ひたちのうしくえき）
- 飛騨萩原駅（ひだはぎわらえき）
- 飛騨古川駅（ひだふるかわえき）
- 飛騨細江駅（ひだほそええき）
- 飛騨宮田駅（ひだみやだえき）
- 左石駅（ひだりいしえき）
- 左堰駅（ひだりせきえき）
- 比津駅（ひつえき）
- 備中川面駅（びっちゅうかわもえき）
- 備中呉妹駅（びっちゅうくれせえき）
- 備中神代駅（びっちゅうこうじろえき）
- 備中高梁駅（びっちゅうたかはしえき）
- 備中高松駅（びっちゅうたかまつえき）
- 備中広瀬駅（びっちゅうひろせえき）
- 備中箕島駅（びっちゅうみしまえき）
- 比布駅（ぴっぷえき）
- 日詰駅（ひづめえき）
- 日出塩駅（ひでしおえき）
- 日出谷駅（ひでやえき）
- 比土駅（ひどえき）
- 一日市場駅（ひといちばえき）
- 一ツ木駅（ひとつぎえき）
- 一橋学園駅（ひとつばしがくえんえき）
- 人丸駅（ひとまるえき）
- 人丸前駅（ひとまるまええき）
- 人見駅（ひとみえき）
- 人吉駅（ひとよしえき）
- 人吉温泉駅（ひとよしおんせんえき）

### ひな-ひの
- 比奈駅（ひなえき）
- 日永駅（ひながえき・四日市あすなろう鉄道内部線・八王子線）
- 日長駅（ひながえき・名古屋鉄道常滑線）
- 日奈久温泉駅（ひなぐおんせんえき）
- 日生駅（ひなせえき）
- 日当駅（ひなたえき）
- 日当山駅（ひなたやまえき）
- 日向和田駅（ひなたわだえき）
- 涸沼駅（ひぬまえき）
- 日根野駅（ひねのえき）
- 日野駅 (東京都)（ひのえき・東日本旅客鉄道中央本線）
- 日野駅 (長野県)（ひのえき・長野電鉄長野線）
- 日野駅 (滋賀県)（ひのえき・近江鉄道本線）
- 日の出駅（ひのでえき）
- 日ノ出町駅（ひのでちょうえき）
- 日野春駅（ひのはるえき）
- 日登駅（ひのぼりえき）
- 日御子駅（ひのみこえき）

### ひは-ひほ
- 美唄駅（びばいえき）
- 美馬牛駅（びばうしえき）
- 比婆山駅（ひばやまえき）
- 陽羽里駅（ひばりえき）
- ひばりヶ丘駅（ひばりがおかえき・西武鉄道池袋線）
- ひばりが丘駅（ひばりがおかえき・札幌市営地下鉄東西線）
- 雲雀丘花屋敷駅（ひばりがおかはなやしきえき）
- 日比野駅 (名古屋市)（ひびのえき・名古屋市営地下鉄名港線）
- 日比野駅 (愛知県愛西市)（ひびのえき・名古屋鉄道尾西線）
- 日比谷駅（ひびやえき）
- 美深駅（びふかえき）
- 美幌駅（びほろえき）

### ひま-ひも
- 氷見駅（ひみえき）
- 姫駅（ひめえき）
- 姫川駅（ひめかわえき）
- 姫路駅（ひめじえき）
- 姫路貨物駅（ひめじかもつえき）
- ひめじ別所駅（ひめじべっしょえき）
- 姫島駅（ひめじまえき）
- 姫松停留場（ひめまつていりゅうじょう）
- 姫宮駅（ひめみやえき）

### ひや-ひよ
- 日向駅（ひゅうがえき）
- 日向大束駅（ひゅうがおおつかえき）
- 日向北方駅（ひゅうがきたかたえき）
- 日向沓掛駅（ひゅうがくつかけえき）
- 日向市駅（ひゅうがしえき）
- 日向庄内駅（ひゅうがしょうないえき）
- 日向新富駅（ひゅうがしんとみえき）
- 日向住吉駅（ひゅうがすみよしえき）
- 日向長井駅（ひゅうがながいえき）
- 日向前田駅（ひゅうがまえだえき）
- 表木山駅（ひょうきやまえき）
- 兵庫駅（ひょうごえき）
- 瓢箪山駅 (愛知県)（ひょうたんやまえき・名鉄瀬戸線）
- 瓢簞山駅 (大阪府)（ひょうたんやまえき・近鉄奈良線）
- 屏風浦駅（びょうぶがうらえき）
- 日吉駅 (神奈川県)（ひよしえき・東急東横線・目黒線・横浜市営地下鉄グリーンライン）
- 日吉駅 (京都府)（ひよしえき・西日本旅客鉄道山陰本線）
- 日吉町駅（ひよしちょうえき）
- 日吉本町駅（ひよしほんちょうえき）
- 鵯越駅（ひよどりごええき）

### ひら-ひろ
- 比良駅 (愛知県)（ひらえき・東海交通事業城北線）
- 比良駅 (滋賀県)（ひらえき・西日本旅客鉄道湖西線）
- 平井駅 (東京都)（ひらいえき・東日本旅客鉄道総武本線）
- 平井駅 (愛媛県)（ひらいえき・伊予鉄道横河原線）
- 平石停留場（ひらいしていりゅうじょう）
- 平石中央小学校前停留場（ひらいしちゅうおうしょうがっこうまえていりゅうじょう）
- 平泉駅（ひらいずみえき）
- 平磯駅（ひらいそえき）
- 平岩駅（ひらいわえき）
- 平岡駅（ひらおかえき・東海旅客鉄道飯田線）
- 枚岡駅（ひらおかえき・近鉄奈良線）
- 平賀駅（ひらかえき）
- 枚方公園駅（ひらかたこうえんえき）
- 枚方市駅（ひらかたしえき）
- 平川駅（ひらかわえき）
- 開駅（ひらきえき）
- 平木駅（ひらぎえき）
- 平岸駅 (北海道赤平市)（ひらぎしえき・北海道旅客鉄道根室本線）
- 平岸駅 (札幌市)（ひらぎしえき・札幌市営地下鉄南北線）
- 平木田駅（ひらきだえき）
- 平倉駅（ひらくらえき）
- 平子駅（ひらこえき）
- 平田駅 (長野県)（ひらたえき・東日本旅客鉄道篠ノ井線）
- 平田駅 (滋賀県)（ひらたえき・近江鉄道八日市線）
- 平田駅 (高知県)（ひらたえき・土佐くろしお鉄道宿毛線）
- 平滝駅（ひらたきえき）
- 平田町駅（ひらたちょうえき）
- 平塚駅（ひらつかえき）
- 平戸橋駅（ひらとばしえき）
- 平内駅（ひらないえき）
- 平沼橋駅（ひらぬまばしえき）
- 平野駅 (福島県)（ひらのえき・福島交通飯坂線）
- 平野駅 (JR西日本)（ひらのえき・西日本旅客鉄道関西本線）
- 平野駅 (Osaka Metro)（ひらのえき・Osaka Metro谷町線）
- 平野駅 (兵庫県)（ひらのえき・能勢電鉄妙見線）
- 平端駅（ひらはたえき）
- 平林駅 (新潟県)（ひらばやしえき・東日本旅客鉄道羽越本線）
- 平林駅 (大阪府)（ひらばやしえき・大阪市高速電気軌道南港ポートタウン線）
- 平原駅（ひらはらえき）
- 平針駅（ひらばりえき）
- 比羅夫駅（ひらふえき）
- 平福駅（ひらふくえき）
- 平間駅（ひらまえき）
- 平松駅（ひらまつえき）
- 平山駅（ひらやまえき）
- 平山城址公園駅（ひらやまじょうしこうえんえき）
- ひらんだ駅
- 美留和駅（びるわえき）
- 鰭ヶ崎駅（ひれがさきえき）
- 広駅（ひろえき）
- 広尾駅（ひろおえき）
- 広丘駅（ひろおかえき）
- 広川ビーチ駅（ひろかわビーチえき）
- 広木駅（ひろきえき）
- 広小路停留場（ひろこうじていりゅうじょう・万葉線高岡軌道線）
- 広小路駅（ひろこうじえき・伊賀鉄道伊賀線）
- 弘高下駅（ひろこうしたえき）
- 広神戸駅（ひろごうどえき）
- 弘前駅（ひろさきえき）
- 弘前学院大前駅（ひろさきがくいんだいまええき）
- 弘前東高前駅（ひろさきひがしこうまええき）
- 広島駅（ひろしまえき）
- 広島駅停留場（ひろしまえきていりゅうじょう）
- 広島貨物ターミナル駅（ひろしまかもつターミナルえき）
- 広島港（宇品）停留場（ひろしまこう（うじな）ていりゅうじょう）
- 広瀬川原駅（ひろせがわらえき）
- 広瀬通駅（ひろせどおりえき）
- ひろせ野鳥の森駅（ひろせやちょうのもりえき）
- 広田駅（ひろたえき）
- 広大附属学校前停留場（ひろだいふぞくがっこうまえていりゅうじょう）
- 広電阿品駅（ひろでんあじなえき）
- 広電五日市駅（ひろでんいつかいちえき）
- 広電西広島（己斐）駅（ひろでんにしひろしま（こい）えき）
- 広電廿日市駅（ひろでんはつかいちえき）
- 広電本社前停留場（ひろでんほんしゃまえていりゅうじょう）
- 広電宮島口駅（ひろでんみやじまぐちえき）
- 広戸駅（ひろとえき）
- 広野駅 (福島県)（ひろのえき・東日本旅客鉄道常磐線）
- 広野駅 (兵庫県)（ひろのえき・西日本旅客鉄道福知山線）
- 広野ゴルフ場前駅（ひろのゴルフじょうまええき）
- 広畑駅（ひろはたえき）
- 広原駅（ひろわらえき）

### ひわ-ひん
- 日羽駅（ひわえき）
- びわ湖浜大津駅（びわこはまおおつえき）
- 日和佐駅（ひわさえき）
- 枇杷島駅（びわじまえき）
- 日和田駅（ひわだえき）
- 備後赤坂駅（びんごあかさかえき）
- 備後落合駅（びんごおちあいえき）
- 備後西城駅（びんごさいじょうえき）
- 備後庄原駅（びんごしょうばらえき）
- 備後本庄駅（びんごほんじょうえき）
- 備後三川駅（びんごみかわえき）
- 備後三日市駅（びんごみっかいちえき）
- 備後安田駅（びんごやすだえき）
- 備後矢野駅（びんごやのえき）
- 備後八幡駅（びんごやわたえき）